# Chilocarpus costatus
Chilocarpus costatus är en oleanderväxtart som beskrevs av Friedrich Anton Wilhelm Miquel. Chilocarpus costatus ingår i släktet Chilocarpus och familjen oleanderväxter. Inga underarter finns listade i Catalogue of Life.